# Uszy sztramberskie

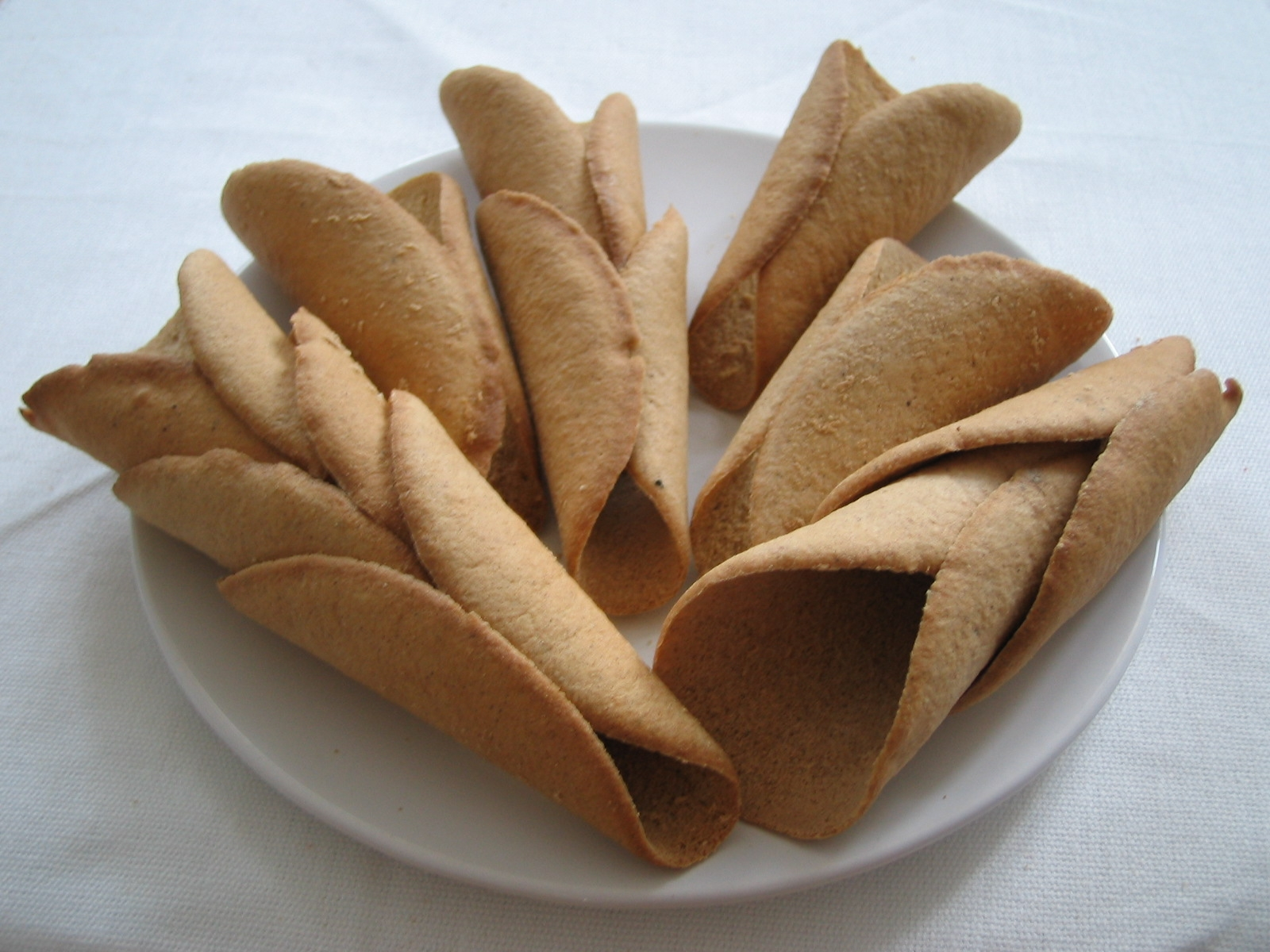
Uszy sztramberskie

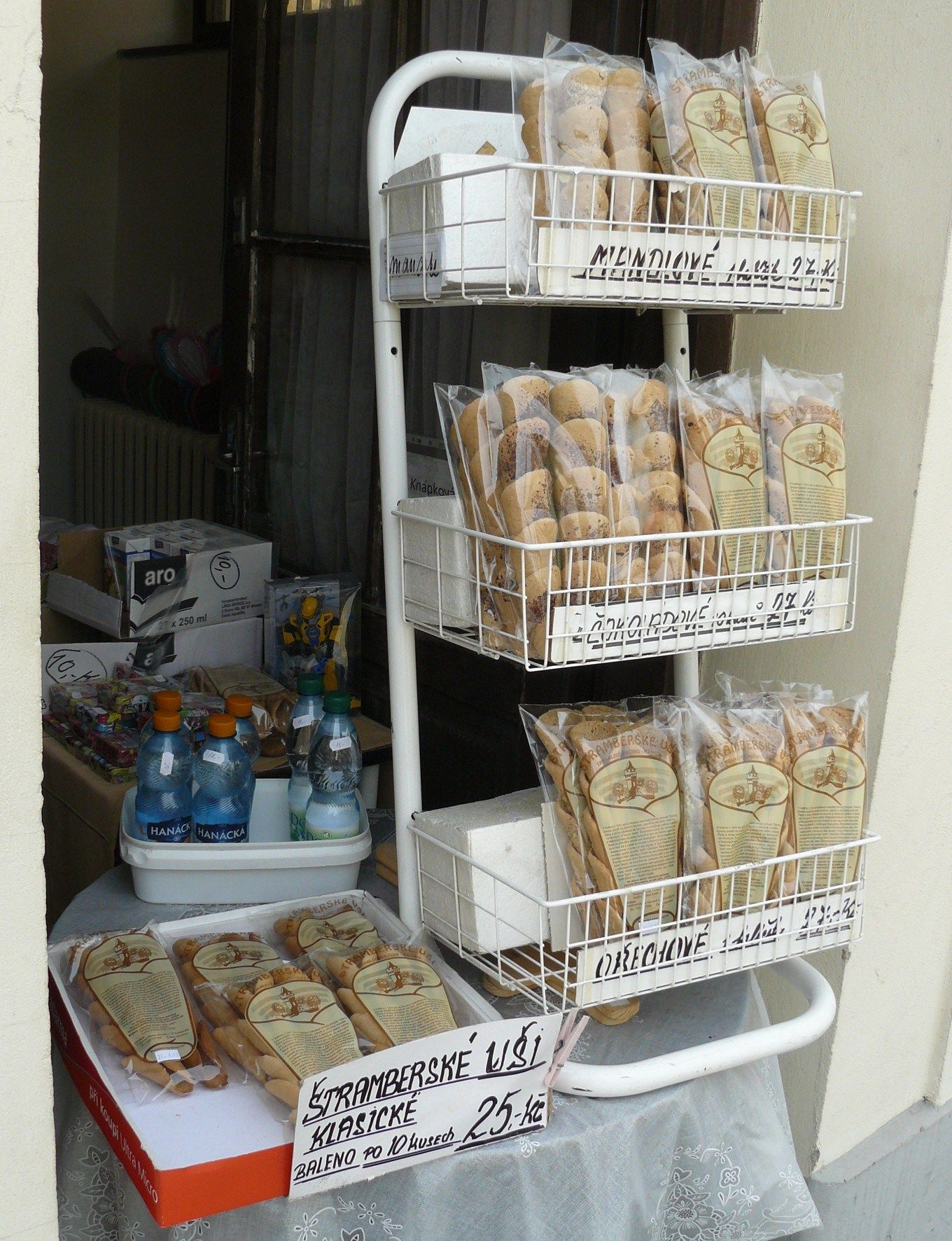
Stoisko na rynku w Štramberku

Uszy sztramberskie (czes. Štramberské uši) – odmiana pierników w kształcie zwiniętej rurki (trąbki) wytwarzana w czeskim mieście Štramberk.
Legenda mówi, że tradycja pieczenia tutejszych uszu zrodziła w związku z najazdem tatarskim na okolice miasta (góra Kotouč) w 1241. Mieszkańcy Štramberka ukryci na wzgórzu wypuścili wodę ze zbiornika, zatapiając obóz wroga (według innego podania powódź miała spowodować wyjątkowo obfita burza). Podczas przeszukiwania obozu Tatarów mieszkańcy miasta mieli znaleźć worek wypełniony odciętymi i solonymi uszami chrześcijan, przygotowanych do wysłania na dowód zwycięstwa tatarskiemu chanowi. Jeszcze inne podania mówią, że uszy mają przypominać wieżę w formie walca określaną nazwą Trúba (część ruin zamku Strahlenberg), która góruje nad miastem.
Ciastka przyrządza się z ciasta piernikowego, które wytwarzane jest na bazie miodu, z mąki, jaj i cukru, z dodatkiem przypraw korzennych. Rzadkie ciasto rozlewane jest na gorącej blasze i formowane na kształt kółek.
Uszy stały się 1 stycznia 2007 pierwszym czeskim produktem regionalnym. Nazwy Uszy sztramberskie używać mogą wyłącznie producenci z terenu miasta.